# أمينوفيلين
لأمينوفللين هو موسع للشعب الهوائية وهو مركب من الثيوفيلين الموسع الشعبي مع الإيثيلنديامين في نسبة 1:2. والإيثيلنديامين جيد الذوبان، بينما الأميوفيلين يوجد عادة بصورة جافة.

## الخصائص
هو أكثر ذوباناً في الماء من الثيوفيلين. وهو عبارة عن حبيبات أو بودرة بيضاء تميل إلى الاصفرار، رائحته تشبه قليلاً الأمونيا وطعمه لاذع. عند تعرضه للهواء يفقد تدريجياً الإيثيلنديامين ويمتص ثاني أكسيد الكربون مع تحرير الثيوفيلين. محلوله قلوي عندما يذوب غرام واحد منه في 25 مليليتر من الماء يصبح المحلول رائقا؛ وعندما يُذاب هذا الغرام في 5 مليليتر ماء تظهر الحبيبات المعلقة، ولكن عند إضافة كمية صغيرة من الإيثيلنديامين فإنها تذوب مرة أخرى. وهو غير قابل للذوبان في الكحول أو الأثير.

## آلية العمل
مثل غيرها من مشتقات الزانسين وأمينوفللين فهما يعملان
1. منافس غير انتقائي لمثبطات الفيسفودايستيراز الأمر الذي يزيد من النشاط الخلوي لدورة كريبس ويقلل تصنيع الليكوتراين وعامل تيبس الورم ويقلل من الاتهاب والمناعة الطبيعية
2. مضاد غير انتقائي لمستقبلات الأدينوسين

أمينوفللين هو أقل قوة وأقصر مفعولا من الثيوفيلين. واستخدامه في علاج حالات الربو هو الأكثر شيوعا
أسباب توسيع الشعب الهوائية، إدرار البول، استثاره الجهاز العصبي المركزي وتنشيط القلب، وافراز حمض المعدة عن طريق حجب الفسفو داي ايستيريز مما يزيد من تركيزات الادينين احادي الفوسفات والتي بدورها تعزز من استثاره الكاتيكولامين لتحليل الدهون، وتحليل الجليكوجين، وويستحث إخراج الادرينالين من خلايا النخاع في الغدة الكظرية.

## استخدامات أخرى
أظهر الأمينوفيلين نتائج إيجابية كمخفض لدهون الجسم عندما يستخدم ككريم موضعي (يشار إليه أحيانا باسم "جيل قاطع") وهو أيضاً خيار لعلاج الصدمة القوية.

## الأسماء التجارية
- Phyllocontin.
- Truphylline.
- Minomal